# Heinkel He 172
L'Heinkel He 172 era un aereo da addestramento monomotore biplano sviluppato dall'azienda tedesca Ernst Heinkel Flugzeugwerke negli anni trenta.
Evoluzione del He 72 Kadett fu un tentativo di produrre una versione migliorata del precedente modello destinata al mercato civile, introducendo alcune modifiche minori ed una cappottatura NACA che ricoprendo il motore, ne migliorava le caratteristiche grazie ad una migliore penetrazione aerodinamica. Tuttavia le prestazioni non furono tali da convincere l'azienda ad avviarne la produzione in serie ed il progetto venne abbandonato.

## Storia del progetto
Dopo aver avviato alla produzione in serie l'He 72, l'Heinkel ipotizzò la possibilità di commercializzare una variante meno spartana destinata all'uso civile basandosi sulla versione B equipaggiata con motore radiale. L'azienda aveva già sperimentato l'adozione di un anello Townend attorno al motore e di una carenatura sul carrello d'atterraggio ma nelle intenzioni si volevano introdurre alcune migliorie che giustificavano anche l'adozione di una nuova designazione, come da convenzioni Reichsluftfahrtministerium (RLM). Il nuovo modello, designato He 172, non risultò però troppo dissimile dal suo predecessore, sia come aspetto che come prestazioni generali, così da indurre l'azienda ad accantonare lo sviluppo continuando a produrre l'He 72 nelle sue diverse versioni.

## Tecnica
L'He 172 era un velivolo dall'aspetto tradizionale per l'epoca, monomotore biplano a carrello fisso realizzato in tecnica mista, che ricalcava la linea generale del suo predecessore, l'He 72 Kadett, ed in particolare la versione B che adottava il motore radiale.
La fusoliera, a sezione circolare, era realizzata con struttura tubolare metallica ricoperta in tela tranne la parte anteriore, metallica, che racchiudeva il motore, ed era caratterizzata dalla presenza di due abitacoli aperti in tandem, per l'allievo pilota e l'istruttore, entrambi protetti da un parabrezza. Posteriormente terminava in un impennaggio tradizionale monoderiva con piani orizzontali controventati superiormente da una diagonale per lato.
La configurazione alare era biplana, con l'ala inferiore, montata bassa e spostata verso coda, collegata alla superiore, montata alta a parasole, da due montanti ad N, quest'ultima collegata alla parte superiore della fusoliera tramite un castello tubolare.
Il carrello d'atterraggio era un biciclo fisso, con elementi anteriori ammortizzati ed integrato posteriormente da un pattino d'appoggio anch'esso ammortizzato.
La propulsione era affidata ad un motore Siemens-Halske Sh 14A, un radiale a 7 cilindri disposti su un'unica stella e raffreddato ad aria, in grado di erogare una potenza pari a 160 PS (118 kW), posizionato sull'estremità anteriore della fusoliera e racchiuso in una cappottatura NACA.